# 1 Geminorum
1 Geminorum, som är stjärnans Flamsteed-beteckning, är en trippelstjärna belägen i den västra delen av stjärnbilden Tvillingarna. Den har en kombinerad skenbar magnitud på 4,15 och är synlig för blotta ögat där ljusföroreningar ej förekommer. Baserat på parallaxmätning inom Hipparcosuppdraget på ca 21,4 mas, beräknas den befinna sig på ett avstånd på ca 153 ljusår (ca 47 parsek) från solen. Den rör sig bort från solen med en heliocentrisk radialhastighet på ca 22 km/s.

## Egenskaper
Primärstjärnan 1 Geminorum A är en orange till gul jättestjärna av spektralklass K0 III, som ingår i röda klumpen. Den har en massa som är ca 1,9 solmassor, en radie som är ca 8 solradier och utsänder från dess fotosfär ca 51 gånger mera energi än solen vid en effektiv temperatur av ca 5 200 K.
År 1948 upptäcktes att 1 Geminorum var en snäv dubbelstjärna. Från initiala observationer av spektrumet beräknades att båda komponenterna var jättar och att följeslagaren i själva verket var en dubbelstjärna. Variationer i radialhastigheten hade observerats 1906, men endast en uppsättning absorptionslinjer kunde fastställas i spektrumet och det var inte möjligt att beräkna en tillförlitlig omloppsbana förrän 1976.
1 Geminorum A omkretsas av en spektroskopisk dubbelstjärna med en separation av ca 9,4 astronomiska enheter och en omloppsperiod av 4877,6 dygn. De två stjärnorna, 1 Geminorum Ba och Bb, har inte kunnat upplösas, men regelbundna periodiska Dopplerförskjutningar i spektrumet anger omloppsrörelse för en dubbelstjärna bestående av en underjätte av spektraltyp F och en stjärna av solens storlek, som kan vara av spektraltyp G, åtskilda med ungefär 0,1234 astronomiska enheter.
1 Geminorum listas som en misstänkt variabel stjärna med en amplitud på 0,05 magnitud.